# Championnat américain de course automobile 1932
Navigation
1931 1933
Le Championnat américain de course automobile 1932 est la 15e édition du championnat de monoplace nord-américain et s'est déroulé du 30 mai au 13 novembre sur 6 épreuves. Ce championnat est organisé par l'Association américaine des automobilistes (AAA).

## Calendrier
| no | Date         | Course                   | Circuit                             | Lieu                    | Type  | Pole Position | Vainqueur           |
| -- | ------------ | ------------------------ | ----------------------------------- | ----------------------- | ----- | ------------- | ------------------- |
| 1  | 30 mai       | 500 miles d'Indianapolis | Indianapolis Motor Speedway         | Speedway, Indiana       | Brick | Lou Moore     | Fred Frame          |
| 2  | 11 juin      | Détroit 100              | Michigan State Fairgrounds Speedway | Détroit, Michigan       | Dirt  | Bill Cummings | Bob Carey           |
| 3  | 19 juin      | Roby 100                 | Roby Speedway                       | Roby, Indiana           | Dirt  | -             | Stubby Stubblefield |
| 4  | 2 juillet    | Syracuse 100             | New York State Fairgrounds          | Syracuse, New York      | Dirt  | Bill Cummings | Bob Carey           |
| 5  | 10 septembre | Détroit 100              | Michigan State Fairgrounds Speedway | Détroit, Michigan       | Dirt  | Bob Carey     | Mauri Rose          |
| 6  | 13 novembre  | Oakland 150              | Oakland Speedway                    | San Leandro, Californie | Dirt  | Bill Cummings | Bill Cummings       |

## Classement
| Pos.     | Pilote          | Voiture              | Points |
| -------- | --------------- | -------------------- | ------ |
| Champion | Bob Carey       | Stevens-Miller       | 815    |
| 2e       | Fred Frame      | Wetteroh-Miller      | 710    |
| 3e       | Howard Wilcox   | Stevens-Miller       | 610    |
| 4e       | Russ Snowberger | Snowberger-Hupmobile | 440    |
| 5e       | Bill Cummings   | Stevens-Miller       | 430    |